# Trenord
A Trenord egy vasúti társaság, amely az olaszországi lombardia régió regionális személyszállító vonatainak üzemeltetéséért felelős. A társaságot a két fő lombardiai vasúttársaság, a Trenitalia és a Ferrovie Nord Milano (FNM) hozta létre a régió vonatforgalmának irányítására. A saját tőke egyenlő arányban oszlik meg a két társaság között.

## Története

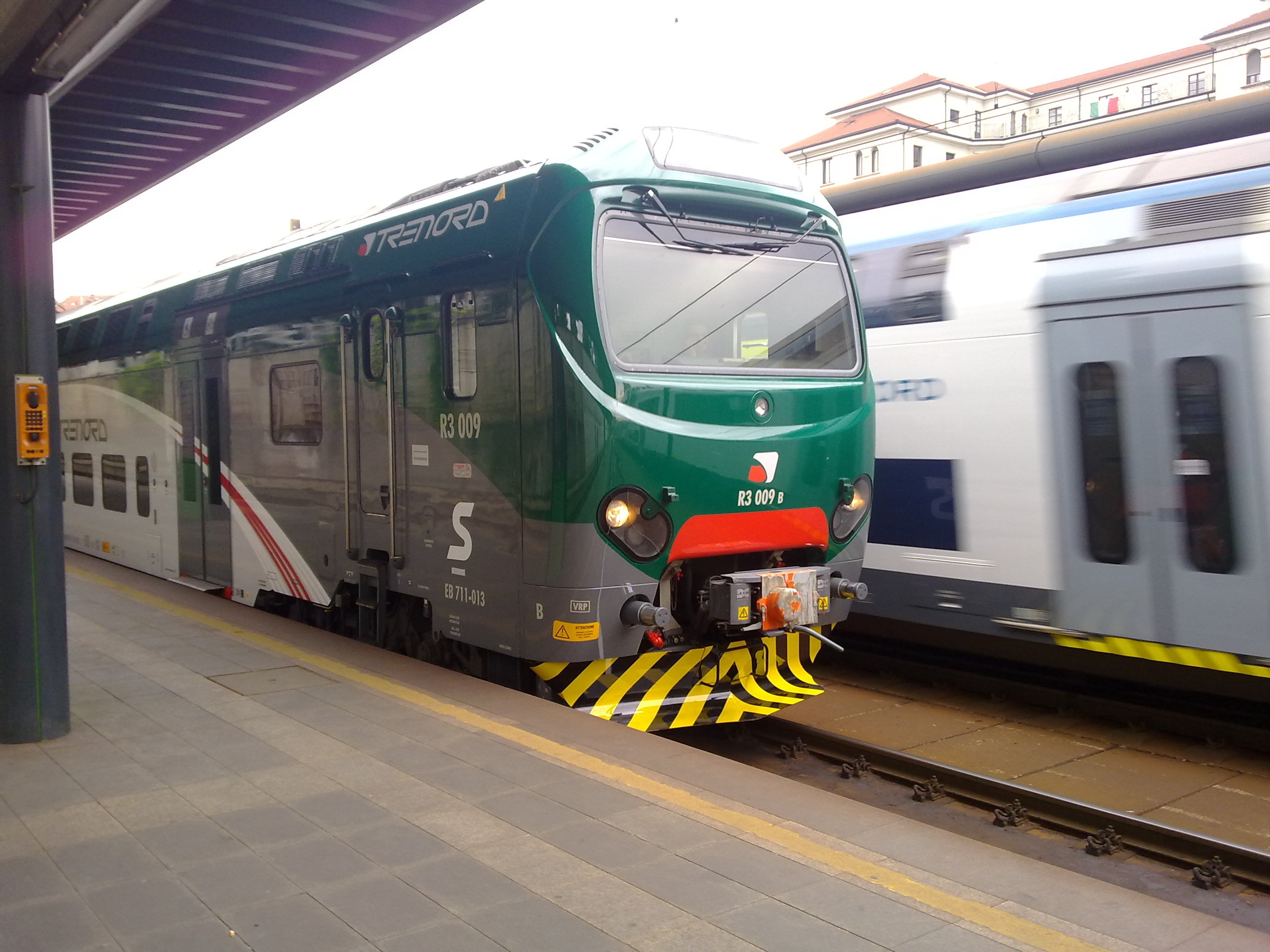
Egy Trenord vonat Cadorna állomáson Milánóban

A Trenitalia LeNord (TLN) 2009. augusztus 4-én alakult Milánóban az FNM tulajdonában lévő LeNord vállalat és a Trenitalia lombardiai regionális részlegének egyesüléséből.
Az új vállalat első lépése a lombardiai vonatok karbantartására és tisztítására szolgáló új központ megnyitása volt, amely a legnagyobb Olaszországban.
A Trenitalia és a LeNord 2009. október 30-án 11 hónapra bérbe adta a társaságnak a lombardiai regionális vonatokkal foglalkozó részlegét. Ezt a próbaidőszakot követően a bérleti szerződést 2010 végéig meghosszabbították, ezt követően a bérleti szerződést kétszer is meghosszabbították március 31-ig, végül 2011. május 1-jéig, amikor a vállalatot Trenordra keresztelték át.
Az utolsó megállapodás a TiLo feletti Trenitalia-ellenőrzést és a LeNord által a Deutsche Bahn-nal és az ÖBB-vel partnerségben nyújtott EuroCity-szolgáltatást is magában foglalta, amelyek mindegyike az új vállalatba olvadt.

## Útvonalak
A Trenord örökölte a Trenitalia és a LeNord lombardiai tevékenységét. Így 42 regionális vonalat, 12 elővárosi vonalat, a Malpensa Expresszt és a Deutsche Bahn és az Österreichische Bundesbahnennel együttműködve az EuroCity járatokat üzemelteti Olaszországban. Az 1920 km hosszú regionális hálózaton naponta 2200 járat közlekedik, és 650 000 embert szolgál ki. Az infrastruktúra az RFI és a Ferrovienord tulajdonában van.